# Licán
Licán ist eine Ortschaft und eine Parroquia rural („ländliches Kirchspiel“) im Kanton Riobamba der ecuadorianischen Provinz Chimborazo. Die Parroquia besitzt eine Fläche von 20,89 km². Die Einwohnerzahl lag im Jahr 2010 bei 7963.

## Lage
Der 2950 m hoch gelegene Hauptort Licán befindet sich 6,5 km westnordwestlich vom Stadtzentrum der Provinzhauptstadt Riobamba. Die Fernstraße E35 (Riobamba–Guamote) führt durch Licán. Der Río Chibunga fließt im Süden der Parroquia in östliche Richtung. Die westlichen Vorortsiedlungen von Riobamba reichen mittlerweile bis nach Licán. Das Gebiet liegt in Höhen zwischen 2807 m und 3395 m.
Die Parroquia Licán grenzt im Osten und im Süden an Riobamba, im Westen an Santiago de Calpi sowie im Norden an San Andrés (Kanton Guano).